# Додатноозначена матриця
Дода́тно ви́значена ма́триця — окремий випадок ермітової матриці, є аналогом додатних чисел, якщо розглядати ермітові матриці як узагальнення дійсних чисел.
Поняття додатно визначеної матриці тісно пов'язане з поняттям дода́тно ви́значеної квадратичної форми.

## Визначення
Ермітова матриця {\displaystyle M\!} є додатно визначеною тоді і тільки тоді, коли вона задовольняє одну з наступних еквівалентних умов:
1. {\displaystyle \forall x\in \mathbb {C} ^{n},\;x\neq 0:\;\;x^{*}Mx>0}   (для ермітових матриць {\displaystyle x^{*}Mx\!} — завжди дійсне число).
2. Всі власні значення {\displaystyle M\!} є додатними числами.
3. Задовольняє критерій Сильвестра.
4. Сесквілінійна форма (білінійна форма для випадку дійсних чисел)

{\displaystyle \langle {\textbf {x,y}}\rangle ={\textbf {x}}^{*}M{\textbf {y}}}
задовольняє всім вимогам ермітового скалярного добутку (простого скалярного добутку для випадку дійсних чисел).

## Невід'ємно визначена і від'ємно визначена матриці
- Ермітова матриця {\displaystyle M\!} називається невід'є́мно ви́значеною (або іноді додатно напіввизначеною), якщо

{\displaystyle \forall x\in \mathbb {C} ^{n}:\;\;x^{*}Mx\geq 0}
Всі власні значення невід'ємно визначеної матриці — невід'ємні числа.
- Ермітова матриця {\displaystyle M\!} називається від'є́мно ви́значеною, якщо

{\displaystyle \forall x\in \mathbb {C} ^{n},\;x\neq 0:\;\;x^{*}Mx<0}
Всі власні значення від'ємно визначеної матриці — від'ємні числа.

### Невизначена
Ермітова матриця, яка не є ані додатно визначеною, ані від'ємновизначеною, ані додатно напіввизначеною, ані від'ємно напіввизначеною, називається неви́значеною. Невизначені матриці також характеризуються тим, що мають як додатні, так і від'ємні власні значення одночасно.

## Властивості
- Всі додатньо визначені матриці мають повний ранг, їх визначник не рівний нулю і для них існує обернена матриця.
- Для будь-якої матриці {\displaystyle M\!}, матриці {\displaystyle MM^{*},M^{*}M\!} — будуть невід'ємно визначені та матимуть однакові власні значення.

- Якщо {\displaystyle M,N\!} — додатньо визначені матриці і {\displaystyle r>0\!} — додатне число, тоді матриці

{\displaystyle rM,\;M+N,\;MNM,\;NMN\!} — також є додатньо визначеними матрицями.
І якщо {\displaystyle \ MN=NM} (є переставними), тоді {\displaystyle MN\!} — теж є додатньо визначеною.
- Якщо {\displaystyle M\!} — додатньо визначена матриця, тоді і тільки тоді існує єдина матриця B > 0, що B²=M.

{\displaystyle M>0\iff \exists !\;B>0:\;B^{2}=M\!}
Хоча можуть існувати не додатньо визначені матриці B, що виконуватиметься B²=M.